# 教育絵本
教育絵本（きょういくえほん）とは、学習教材としての絵本のことである。
日本では、幼稚園児や小学校低学年の児童向けに生活ルールや季節の行事などを教えるものから、高学年向けに偉人の伝記、差別や戦争、インターネットの仕組みなどを教えるものまで、多様な教育絵本がある。
日本国外における最古の教育絵本は、宗教改革の時代にボヘミアの教育者、ヨハン・アモス・コメニウスが作成した『世界図絵』（1658年）であるといわれる。また、19世紀ドイツの教育者、フリードリヒ・フレーベルの著作には『母の歌と愛撫の歌』という、唱歌集も兼ねた学習絵本がある。